# Protohistoria
Protohistoria – termin określający dzieje społeczności, które nie stworzyły piśmiennictwa, lecz o których zachowały się informacje w źródłach innych kultur lub okres bezpośrednio poprzedzający okres historyczny, w którym ilość danych pisanych jest wciąż bardzo niewielka.
Jest to okres przejściowy między czasem prehistorycznym a historycznym, w którym istnieje już niewielka liczba pisanych dokumentów, ale przeważająca większość danych jest uzyskiwana metodami archeologicznymi. W okresie prehistorycznym brak jakichkolwiek danych pisanych, stąd wszystkie informacje pochodzą ze źródeł archeologicznych, a datowanie odbywa się za pomocą metod geologicznych, jak np. datowanie izotopowe. W okresie protohistorycznym istnieją już kultury posługujące się pismem i rejestrujące swoją historię, stąd możliwe jest np. wykorzystywanie ich zapisów kalendarzowych do prób datowania wydarzeń i wytworów ludów żyjących poza zasięgiem tych rozwiniętych cywilizacji. Ponadto, cywilizacje piśmienne pozostawiają zapisy o innych, obcych ludach.
Przykładowo, najdawniejsze dane pisane na temat północnego Wietnamu pochodzą z chińskich kronik dynastii Han, która zajęła te tereny w I w. p.n.e. Problemem w ich wykorzystaniu jest ich tendencja do podkreślania własnych osiągnięć i przypisywania rozwoju cywilizacji wyłącznie wpływom swojej (w tym przypadku chińskiej – Hanowskiej) cywilizacji, i pomijania wkładu ludów lokalnych.